# M87*
M87* este gaura neagră supermasivă situată în centrul galaxiei eliptice supergigante M87 (denumită și Messier 87, în Catalogul Messier sau Virgo A). Este prima gaură neagră care a fost vizualizată prin interferometrie cu foarte lungă bază, la data de 10 aprilie 2019, de către echipa Event Horizon Telescope.

## Denumire și nume

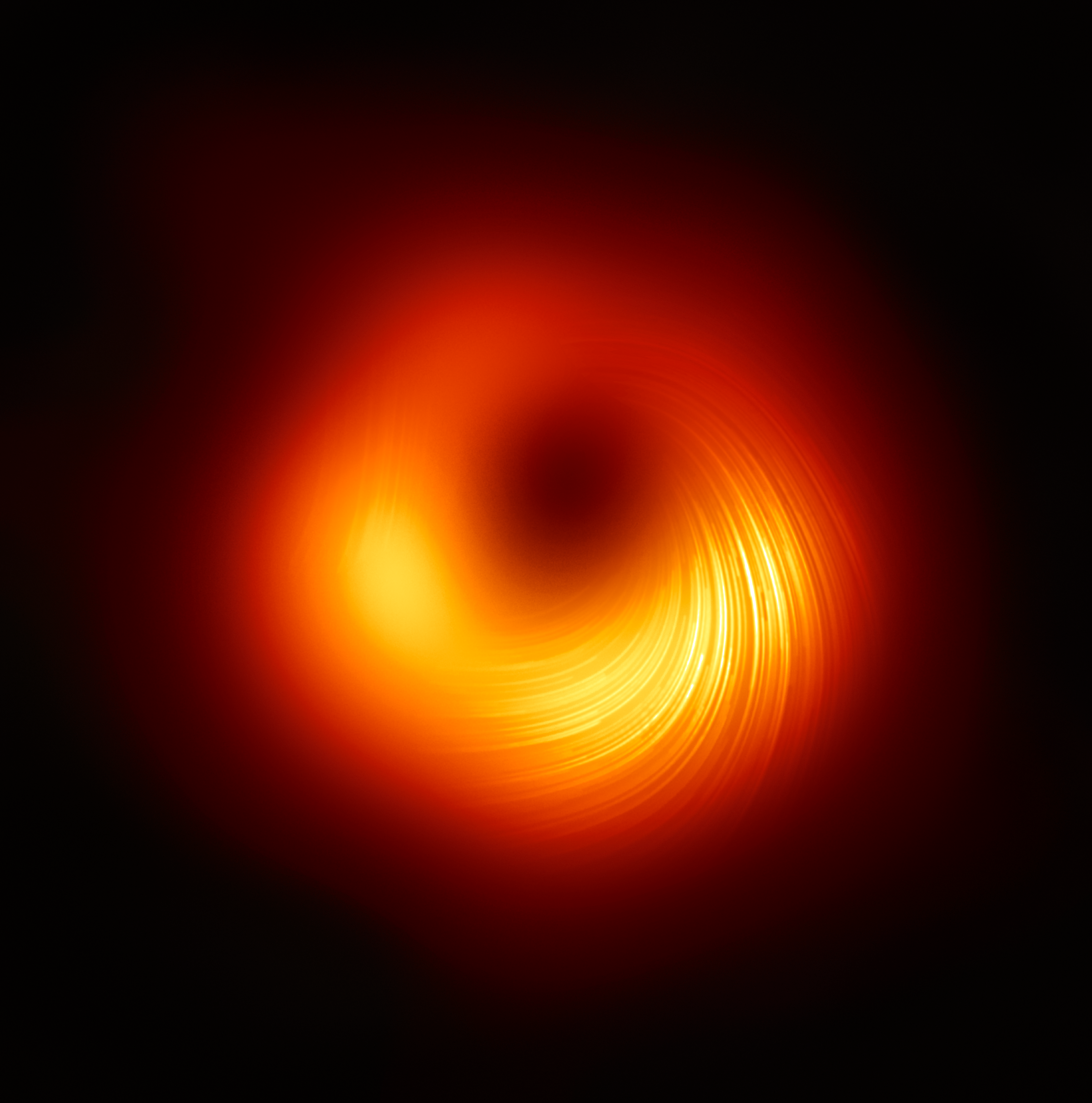
O vederea mai apropiată a unei găuri negre

Această gaură neagră este desemnată ca M87* : « M87 », întrucât este vorba de galaxia sa gazdă, iar « * » ca sursă cvasipunctiformă de unde radio.
Ar putea fi numită ca « Pōwehi », un nume hawaiian care semnifică « sursă întunecată înfrumusețată de creația fără de sfârșit ». Acest nume este derivat de la Kumulipo, cântecul primordial care descrie creația universului hawaiian. Pō, « sursă întunecată și profundă a unei creații fără de sfârșit », este un concept subliniat și repetat în Kumulipo, în timp ce wehi, sau wehiwehi, « onorată de înfrumusețări », este una dintre numeroasele descrieri ale pō în cântec. Acest nume reflectă rolul Observatoarele Mauna Kea în crearea imaginii de către echipa EHT și a fost creată de aceste observatoare hawaiiene cu un profesor de la Universitatea din Hawaii. Totuși trebuie notat că acest nume nu este nici oficial, nici aprobat de către EHT ca atare, principalii cercetători ai colaborării nefiind consultați în această privință.

## Masă și dimensiune
M87* are o masă estimată la 6,5 miliarde de mase solare. Este una dintre masele cele mai importante pentru acest tip de obiect. Diametrul orizontului său de evenimente este de 38 de miliarde de kilometri adică 254 ua sau 1,5 zi-lumină, sau de vreo trei ori diametrul orbitei medii a planetei pitice Pluto.
Densitatea sa este deci de 450 g⋅m-3, adică aproximativ cea a aerului la nivelul Everestului.

## Disc de acreție
În jurul acestei găuri negre se află un disc de acreție de gaz ionizat, care este orientat perpendicular pe jet. Acest gaz orbitează în jurul găurii negre cu viteze  mergând până la 1.000 km⋅s-1. Gazul cade prin acreție în gaura neagră cu o rată estimată la o masă solară în zece ani.
Discul posedă un diametru maxim de 0,12 pc, adică 24.800 ua sau 3,7 bilioane de kilometri (3,7 x {\displaystyle 10^{12}} km), aproape de o sută de ori diametrul găurii negre.